# Третяк Петро Анатолійович
Петро́ Анато́лійович Третя́к (3 серпня 1972 — 6 серпня 2014) — підполковник (посмертно) Збройних сил України, учасник російсько-української війни.

## Життєпис
Народився 1972 року в смт Томаківка (Дніпропетровська область; закінчив середню школу. З дитинства мріяв про професію офіцера. У збройних силах з 1989 року. Проживав у м. Запоріжжя. Заступник командира 3-ї гаубичної артилерійської батареї 55-ї окремої артилерійської бригади (Запоріжжя). У зону бойових дій артилеристи 55-ї бригади були направлені у складі 79-ї Миколаївської ОАЕМБр. Майже 2 місяці перебували в оточенні, обстрілювані під Дяковим.
6 серпня підрозділ дістав наказ відходити. Під час виходу з оточення під Дяковим в Луганській області, бойова машина відстала від основного угруповання, яке виходило з «котла», і на блокпосту біля Красного Луча потрапила у засідку терористів, які закидали машину гранатами, майор Третяк перебував на броні. Автівка з'їхала в кювет, витягти не змогли, Третяк вирішив рухатися на БМП 24-ї омбр, яке потрапило під обстріл з «Градів». Тоді ж полягли старший сержант Євген Сиротін та солдат Микола Сало.
Про загибель його рідні дізналися з проросійських сайтів, офіційно вважався зниклим безвісти. Пізніше його смерть підтвердили бойові побратими, які прорвались з оточення. Була інформація, що майора Третяка поховали в районі Перевальська. Після вивезення тіла з окупованої території та проведення експертизи ДНК, 8 грудня відбулося прощання в Запоріжжі. Того ж дня похований у Томаківці.
Залишились дружина та троє дітей, 18, 11 і 3 років, дві доньки та син-студент.

## Нагороди та вшанування
- 15 травня 2015 року — за особисту мужність і героїзм, виявлені у захисті державного суверенітету та територіальної цілісності України, вірність військовій присязі під час війни на сході України, нагороджений орденом Богдана Хмельницького III ступеня (посмертно).
- 14 березня 2016 року — за особисту мужність та героїзм, проявлені у захисті державного суверенітету та територіальної цілісності України, вірність військовій присязі відзначений орденом «За заслуги перед Запорізьким краєм» II ступеня (посмертно).[1]
- його портрет розміщений на меморіалі «Стіна пам'яті полеглих за Україну» в Києві: секція 2, ряд 6, місце 26.
- у Запоріжжі на будинку, де він мешкав, відкрили меморіальну дошку.
- вшановується на щоденному ранковому церемоніалі вшанування захисників України, які загинули цього дня в різні роки внаслідок російської збройної агресії на Сході України.[2]